# Kanton Wiltz
Kanton Wiltz (lb. Kanton Wolz, fr. Canton de Wiltz, niem. Kanton Wiltz) – jeden z dwunastu kantonów w Luksemburgu, znajduje się w zachodniej części kraju. Przed 3 października 2015 należał do dystryktu Diekirch. Siedziba kantonu znajduje się w miejscowości Wiltz (Wolz).

## Podział administracyjny
W skład kantonu wchodzi siedem gmin (gemeng, commune, Gemeinde):
1. Boulaide (Bauschelt / Bauschleiden)
2. Esch-sur-Sûre {Esch am Lach / Esch-Sauer)
  - Heiderscheid (Heischent)
  - Neunhausen (Néngsen)
3. Goesdorf (Géisdref)
4. Kiischpelt
5. Lac de la Haute-Sûre (Stauséigemeng / Stauseegemeinde)
6. Wiltz (Wolz)
  - Eschweiler (Eeschwëller)
7. Winseler (Wanseler)